# Montgomery (Town, New York)
Montgomery ist eine Town im nördlichen Teil des Orange County im US-amerikanischen Bundesstaat New York. Die Stadt umfasst die drei Dörfer Montgomery, Walden und Maybrook und hatte im Jahr 2010 eine Einwohnerzahl von 22.606. Benannt ist Montgomery nach dem General Richard Montgomery aus der Zeit des Amerikanischen Unabhängigkeitskrieges (* 1736, † 1775).
Nach Angaben der US-amerikanischen Volkszählungsbehörde United States Census Bureau umfasst das Stadtgebiet eine Gesamtfläche von 132,6 km², wovon 130,2 km² Landfläche und 2,4 km² Wasserfläche darstellt. 25,2 % der Einwohner führen sich auf irische Vorfahren zurück, 23,0 % auf italienische und 17,8 % auf deutsche Vorfahren.
Der Motorradhersteller Orange County Choppers hatte in Montgomery seine ersten beiden Fabrikationsstätten.